# Kicks (ASKAのアルバム)
『kicks』（キックス）は、ASKAの5枚目のオリジナル・アルバム。1998年3月25日に発売された。発売元は東芝EMI。
2001年4月18日に再発売されている。

## 解説
前年からのソロ活動が継続されて、制作されたアルバム。
アルバムのテーマは「ロックとクラブの融合」であるという。
タイトルの「kicks」とは、刺激という意味である。
すべての楽曲のアレンジを、ドラマ『踊る大捜査線』の劇中音楽などを担当した松本晃彦が手掛けている。
本作を引っ提げて、4月30日より、コンサートツアー『ASKA concert tour kicks』が開催された。

## 収録曲
| 全作詞・作曲: 飛鳥涼、全編曲: 松本晃彦。 |                                |        |            |      |
| #                                        | タイトル                       | 作詞   | 作曲・編曲 | 時間 |
| 1.                                       | 「No Way」                     | 飛鳥涼 | 飛鳥涼     | 5:57 |
| 2.                                       | 「Girl」                       | 飛鳥涼 | 飛鳥涼     | 5:00 |
| 3.                                       | 「Now」                        | 飛鳥涼 | 飛鳥涼     | 4:45 |
| 4.                                       | 「In My Circle」               | 飛鳥涼 | 飛鳥涼     | 5:21 |
| 5.                                       | 「遊星」                       | 飛鳥涼 | 飛鳥涼     | 4:33 |
| 6.                                       | 「馬を下りた王様」             | 飛鳥涼 | 飛鳥涼     | 4:17 |
| 7.                                       | 「同じ時代を」                 | 飛鳥涼 | 飛鳥涼     | 4:02 |
| 8.                                       | 「Tattoo」                     | 飛鳥涼 | 飛鳥涼     | 4:38 |
| 9.                                       | 「Kicks Street」               | 飛鳥涼 | 飛鳥涼     | 4:25 |
| 10.                                      | 「花は咲いたか」               | 飛鳥涼 | 飛鳥涼     | 4:22 |
| 11.                                      | 「Girl (Remix)」(Secret Track) | 飛鳥涼 | 飛鳥涼     | 1:34 |
| 合計時間:                                | 合計時間:                      | 48:54  |            |      |

## 楽曲解説
※コメントは、『kicks』 Official Web Site Discography を参照
1. No Way
曲が情景を浮かび上がらせるものになっていたので、現実世界のような非現実世界のような、こんな気持ちがあるようなないようなといった、イメージっぽい世界を作り上げていった楽曲にしたという。
2. Girl
1998年3月11日に発売された7枚目シングル。
3. Now
本作の中で、比較的早い段階で完成していた楽曲。シングル候補にもなっていた。
4. In My Circle
ミディアムテンポの曲。サビのメロディーに合わせて、曲の前半を作り直したという。
5. 遊星
望まれない愛、到達できない愛を突き進んでいくふたりのせつなさを歌った楽曲。
ASKAは、ウィル・マーロン指揮のストリングスが楽曲をよりドラマチックにしていると述べている。
6. 馬を下りた王様
今作の中で、やわらかいタッチの8ビート曲が1曲あっても良いかなと思って収録された。
歌詞は、日常生活の中でよくあるんじゃないかと思ったことを書いているという。
7. 同じ時代を
「今知り合っている人とか、生きている人っていうのは、過去の人とか未来の人とは関係なくて、この時代でしか出会えない人なんだっていう。今、生きているのは、おれたちだけなんだぜ。」という思いを歌詞にしたという。
2012年発売のMOOK本『ぴあ&ASKA』発行の際にweb上で募ったアンケートでは、ASKAのソロ曲で一番好きな楽曲第3位にランクインしている[3]。
8. Tattoo
ドラマっぽい歌詞になったとしており、そこに現実性をおびていなくても存在してしまう、みたいなニュアンスのある内容であるという。
9. Kicks Street
他の楽曲と比べて異質なものがあったので、アルバムに収録するかどうかスタッフと話し合っている。
みなさんの心にある心象風景のなかでイメージを組み立ててほしいなと思って作った楽曲と歌詞である。
10. 花は咲いたか
シングル「Girl」のカップリング曲。この楽曲の最後に隠しトラックとして「Girl」のリミックスバージョンが流れる。

## 参加ミュージシャン
| No Way - Guitar： Robbie McIntosh - Backing Vocals：大滝裕子 - Keyboards：松本晃彦 - Programming：森下晃 Girl - Guitar：Robbie McIntosh - Strings Arranged & Conducted by Wil Malone - Strings：London Session Orchestra - Keyboards：松本晃彦 - Programming：森下晃 Now - Drums：江口信夫 - Bass：萩原基文 - Guitar：是永巧一・鈴川真樹 - Keyboards：松本晃彦 - Programming：森下晃 In My Circle - Guitar：Robbie McIntosh - Piano：岡本洋 - Backing Vocals：大滝裕子・Andy Caine・Katie Kissoon - Keyboards：松本晃彦 - Programming：森下晃 遊星 - Bass：Jeremy Meehan - Guitar：古川昌義 - Strings Arranged & Conducted by Wil Malone - Strings：London Session Orchestra - Keyboards：松本晃彦 - Programming：森下晃 | 馬を下りた王様 - Drums：江口信夫 - Bass：荻原基文 - Guitar：Robbie McIntosh - Keyboards：松本晃彦 - Programming：森下晃 同じ時代を - Drums：江口信夫 - Bass：荻原基文 - Guitar：是永巧一 - Keyboards：松本晃彦 - Programming：森下晃 Tattoo - Drums：Chris Whitten - Bass：Jeremy Meehan - Guitar：Robbie McIntosh - Keyboards：松本晃彦 - Programming：森下晃 Kicks Street - Drums：江口信夫 - Bass：荻原基文 - Guitar：是永巧一・Robbie McIntosh - Backing Vocals：Andy Caine・Katie Kissoon - Strings Arranged & Conducted by Chris Elliot - Strings：London Philharmonic Orchestra - Keyboards：松本晃彦 - Programming：森下晃 花は咲いたか - Drums：Chris Whitten - Bass：Jeremy Meehan - Guitar：Robbie McIntosh - Keyboards：松本晃彦 - Programming：森下晃 |